# Liendert
Liendert is een voormalige buurtschap, nu wijk in de gemeente Amersfoort, in de Nederlandse provincie Utrecht. Het gebied behoorde gedeeltelijk bij de gemeente Hoogland, voordat het in 1958 bij de gemeente Amersfoort werd gevoegd.
De wijk is genoemd naar de boerderij Lienlaer. Deze boerderij uit de 13e eeuw maakte in de middeleeuwen deel uit van het maalschap Wede en Emiclaer.
Het gebied overstroomde regelmatig en was daardoor alleen als weidegrond geschikt. Doordat in de jaren dertig het Valleikanaal werd gegraven verbeterde de afwatering aanzienlijk. Woningbouw werd daardoor mogelijk. De plannen daartoe werden echter pas na de Tweede Wereldoorlog ontwikkeld. Aan het begin van deze oorlog werden veel van de boerderijen in het gebied door Nederlandse militairen verwoest, om een vrij schootsveld te krijgen.
Na de Tweede Wereldoorlog begon men met de aanleg van de woonwijk Liendert. De bouw van nieuwe woonwijken was in het kader van de wederopbouw noodzakelijk. Voor juist dit gebied werd gekozen om de sinds de 19e eeuw ontstane scheefgroei in de stadsuitbreiding te corrigeren. Door de komst van het Valleikanaal kon nu ook in het noorden en in het oosten worden gebouwd. Daardoor zou het stadscentrum weer in het midden van de stad komen te liggen.

Begin jaren zestig werden de bouwplannen voor de wijk Liendert vastgesteld. In 1964 waren de eerste woningen gereed.
De wijk kent een rechthoekig wegenstelsel met groenstroken. In de jaren zestig was dat een nieuw concept. De hoofdwegen zijn georiënteerd op de Onze Lieve Vrouwetoren in het centrum van Amersfoort. De straten in de wijk zijn genoemd naar vogels. Alleen de Liendertseweg, de Liendertsedreef en de Lageweg vormen daarop een uitzondering. Deze straten bestonden al lang voordat de wijk werd aangelegd.
Aan het begin van de 21e eeuw gold Liendert als een achterstandswijk. De gemeente had in die jaren uitgebreide plannen om de wijk ingrijpend te verbeteren en had gehoopt hiervoor aanvullende financiering van het rijk te krijgen. Dit ging aanvankelijk  echter niet door omdat het kabinet zonder overleg met de gemeente een andere wijk, Kruiskamp, aanwees voor financiering. Recent worden in Liendert flats gesloopt om plaats te maken voor nieuwe laagbouw. Ook is er een nieuw schoolgebouw verschenen, de ABC Liendert.